# Дренкья
Дренкья (итал. Drenchia) — коммуна в Италии, располагается в регионе Фриули-Венеция-Джулия, в провинции Удине.
Население составляет 162 человека (2008 г.), плотность населения составляет 15 чел./км². Занимает площадь 13 км². Почтовый индекс — 33040. Телефонный код — 0432.
В коммуне 15 августа особо празднуется Успение Пресвятой Богородицы.

## Демография
Динамика населения:

## Администрация коммуны
- Официальный сайт: http://www.comune.drenchia.ud.it/ Архивная копия от 16 мая 2008 на Wayback Machine